# Lemvig Sundhedshus
Lemvig Sundhedshus er en del af Hospitalsenheden Vest som består af fem hospitaler med adresse i Herning, Holstebro, Lemvig, Ringkøbing og Tarm.
Der er én fælles hospitalsledelse og fælles afdelingsledelser på tværs af husene. I alt er der i 2009, 4.200 medarbejdere.

## Ekstern henvisning
- Regionshospitalet Lemvig

|  | Denne artikel kan blive bedre, hvis der indsættes geografiske koordinater Denne artikel omhandler et emne, som har en geografisk lokation. Du kan hjælpe ved at indsætte koordinater i wikidata. |